# Deurrooster

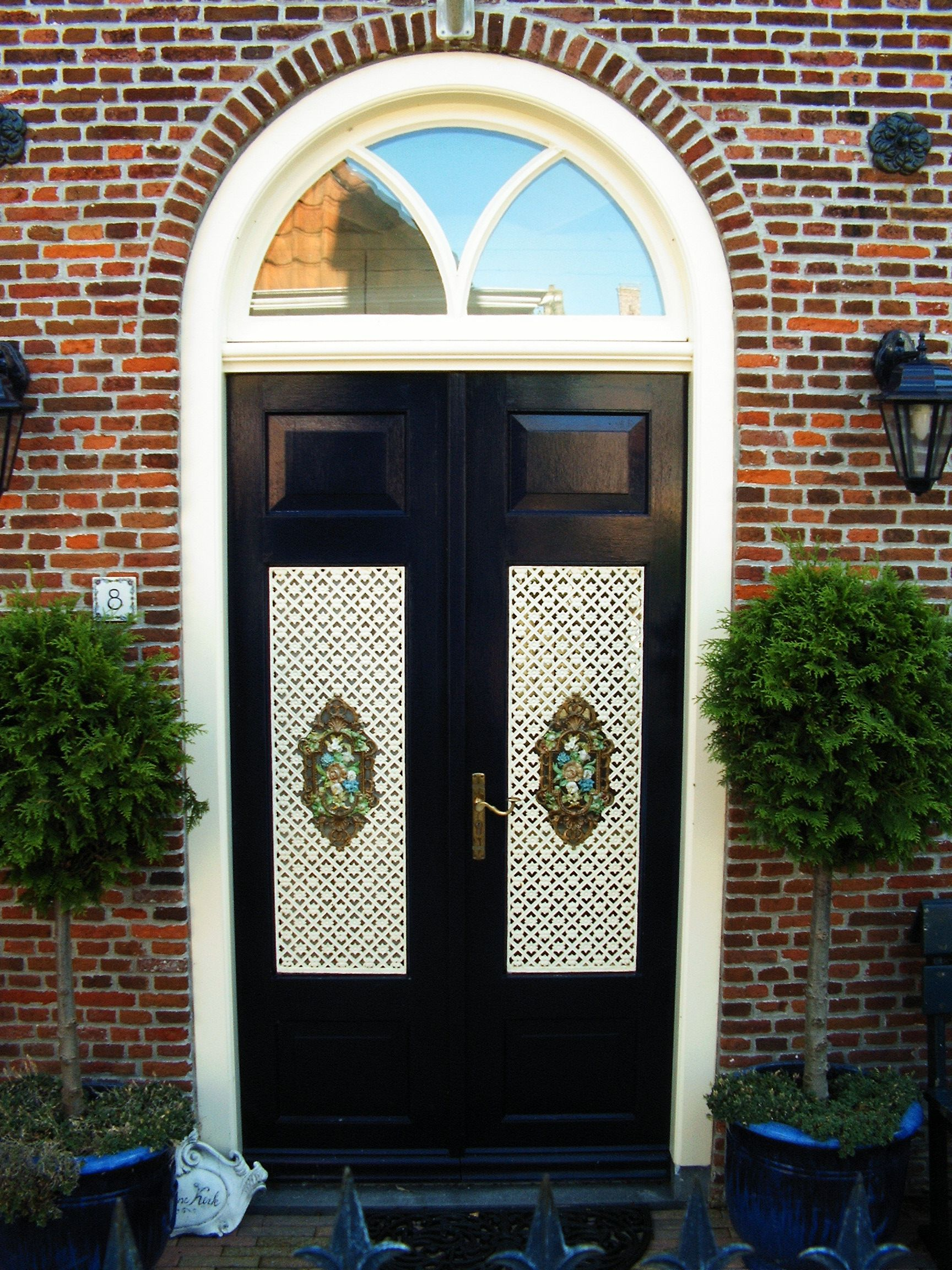
Deurroosters in Hindeloopen

Een deurrooster is een meestal uit gietijzer vervaardigd deurornament dat vaak in de voordeur van oude boerderijen en herenhuizen aanwezig is, al beperkte het gebruik ervan zich vroeger niet tot deze huizen alleen: ook in grachtenpanden en kleinere huizen kunnen deurroosters aanwezig zijn. Het doel is enerzijds het gebruik als inbraakwerend middel en anderzijds om mee te pronken. Achter het deurrooster bevindt zich een naar binnen openslaand raam dat kan worden opengezet voor ventilatie of om iemand die aanbelt toe te spreken.
Deurroosters hebben vaak een sierornament in het midden. Vaak is dat een paardehoofd of een koeiekop, maar ook andere versieringen werden aangebracht om de status van de bewoner te bevestigen. Deze versieringen werden ook vaak kleurrijk beschilderd. In de jugendstilperiode werd de traditie van het gebruik van deurroosters voortgezet. In deze periode werd ook gebruikgemaakt van smeedijzer.
Tegenwoordig worden deurroosters ook wel uit gegoten aluminium vervaardigd. Dat materiaal is lichter en weersbestendiger dan ijzer.